# دومینیک ایورفا (بازیکن فوتبال)
دومینیک ایورفا (انگلیسی: Dominic Iorfa؛ زادهٔ ۲۴ ژوئن ۱۹۹۵) بازیکن فوتبال اهل بریتانیا است.
از باشگاه‌هایی که در آن بازی کرده‌است می‌توان به باشگاه فوتبال ولورهمپتون واندررز، باشگاه فوتبال شروزبری تاون، و باشگاه فوتبال شفیلد ونزدی اشاره کرد.
وی همچنین در تیم‌های ملی فوتبال زیر ۱۸ سال انگلستان، زیر ۲۰ سال انگلستان، و زیر ۲۱ سال انگلستان بازی کرده‌است.